# Sielsowiet Malkowicze
Sielsowiet Malkowicze (biał. Малькавіцкі сельсавет, ros. Мальковичский сельсовет) – sielsowiet na Białorusi, w obwodzie brzeskim, w rejonie hancewickim, z siedzibą w Malkowiczach.
Według spisu z 2009 sielsowiet Malkowicze zamieszkiwało 1954 osób w tym 1895 Białorusinów (96,98%), 34 Rosjan (1,74%), 9 Ukraińców (0,46%), 8 Polaków (0,41%), 1 Afgańczyk (0,05%) oraz 7 osób, które nie zadeklarowały żadnej narodowości.

## Miejscowości
- agromiasteczko:
  - Malkowicze
- wsie:
  - Lipsk
  - Zadubie